# A-91 (motorväg, Spanien)
A-91 är en förbindelseväg mellan A-92N i Andalusien och A-7 vid Puerto Lumbreras. För den som kommer norrifrån och ska till Malaga kan det vara ett alternativ att svänga av A-7 vid Puerto Lumbreras och sedan följa skyltarna mot Granada.